# Michel Besnier (industriel)
Pour les articles homonymes, voir Besnier.
Ne doit pas être confondu avec Jean-Michel Besnier ou Michel Besnier.
Michel Besnier, né le 18 septembre 1928 à Laval et décédé d'une crise cardiaque le 11 juin 2000 à Marbella, est un dirigeant d'entreprise français de l'industrie laitière. 

## Biographie
Héritier du groupe Lactalis, fondé en 1933 par son père André Besnier (1894-1955), il lui succède en 1955 comme dirigeant de la société familiale, qui emploie alors 50 personnes et qui deviendra sous sa direction le premier groupe laitier de l'Union européenne.  
Il est le père d'Emmanuel Besnier (né en 1970), qui lui a succédé à la tête de Lactalis, Jean-Michel (né en 1967), exploitant forestier, et Marie (née en 1980) , designer, tous deux actionnaires et qui, bien que sans responsabilité opérationnelle dans le groupe, sont consultés sur la stratégie de l'entreprise familiale.
Le groupe, dont les résultats d'exploitation ne sont pas publiés, est considérée par le magazine économique Challenges comme étant la 11e fortune de France en 2017 avec 8 000 M €.